# Spiros Latsis

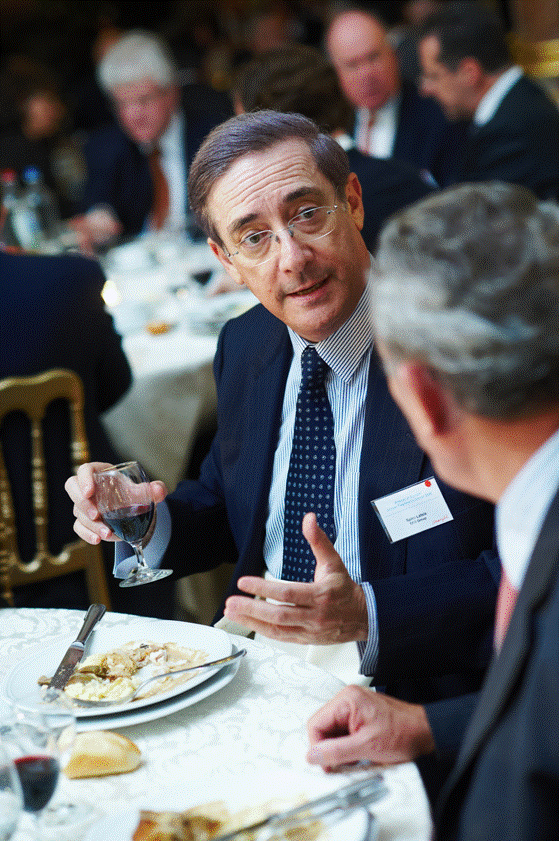
Spiros Latsis (2011)

Spiros John Latsis (griechisch Σπύρος Λάτσης Spyros Latsis; * 1946 in Athen) ist ein griechischer Bankmanager und Unternehmer. Er gilt als reichster Mann Griechenlands und einer der größten Profiteure des Euro-Rettungsschirms für das griechische Bankensystem.
Spiros Latsis studierte Wirtschaftswissenschaften an der London School of Economics und schrieb eine Doktorarbeit in Philosophie. Als Sohn des 2003 verstorbenen Reeders und Unternehmers Giannis Latsis übernahm er die Leitung der Unternehmensgruppe. 

## Unternehmen
Über die in Luxemburg ansässige EFG Group verfügt die Familie Latsis über einen Anteil von 49 Prozent an der Schweizer EFG International AG und 44 Prozent an der griechischen Eurobank EFG. Ferner besitzt die Familie Latsis bedeutende Anteile am griechischen Erdölkonzern Hellenic Petroleum und an der griechischen Immobiliengesellschaft Lamda Development sowie weitere Unternehmen, zum Beispiel die Schweizer Fluggesellschaft PrivatAir.
Laut The World’s Billionaires des Forbes Magazin besaß Spiros Latsis zusammen mit seiner Familie 2009/10 ein geschätztes Vermögen von 5,3 Milliarden US-Dollar. In der Liste der 300 Reichsten der Schweiz des Schweizer Wirtschaftsmagazins Bilanz wurde das Vermögen der Familie Latsis im Jahr 2009 auf rund 6,5 Milliarden Franken geschätzt mit einem Höchstwert von 13,5 Milliarden Franken für das Jahr 2007. Damit zählt die Familie Latsis zu den zehn reichsten Familien in der Schweiz. 2013 wurde bekannt, dass Spiros Latsis von Genf nach Monaco umgezogen ist.
Seit 2008 fiel Latsis von Platz 68 der Forbes-Liste mit geschätzten elf Milliarden Dollar auf zuletzt Platz 838 mit 2,7 Milliarden Dollar (Stand: 2019). Ursachen sind unter anderem die griechische Finanzkrise und die Schifffahrtskrise seit 2008.

## Affären
2004 verbrachte der damalige EU-Kommissionspräsident José Manuel Barroso mit seiner Familie eine Woche Gratisurlaub auf Latsis' Luxusyacht Alexander. Als nach den Yachtferien in Brüssel strengere Umweltvorschriften für griechische Schiffe verhindert wurden, führte dies zu einem Misstrauensantrag im EU-Parlament.

## Sonstiges
2006 erhielt er die Ehrendoktorwürde von der Universität Witten/Herdecke. 

## Veröffentlichungen
- Situational Determinism in Economics. In: The British Journal for the Philosophy of Science. 23 (1972), S. 207–45 (über Situationslogik).
- Method and Appraisal in Economics. Cambridge University Press, Cambridge 1976, ISBN 0-521-21076-3.
- The role and status of the rationality principle in the social sciences. In: Epistemology, Methodology and the Social Sciences.Vol. 71, S. 123–151. Reidel, Dordrecht 1983.[10]